# 西耶·索尔贝格·厄斯塔塞尔
西耶·索尔贝格·厄斯塔塞尔（挪威語：Silje Solberg Østhassel，1990年6月16日—），挪威女子手球运动员。她曾代表挪威国家队参加2020年夏季奥林匹克运动会手球比赛，获得一枚铜牌。

## 家庭
孪生姐妹桑娜·索尔贝格-伊萨克森。